# Launchpad (macOS)
Launchpad(ランチパッド、ローンチパッド)は、Mac OS X Lionで導入されたmacOS用のアプリケーションランチャーである。iOSやiPadOSのSpringBoardインターフェースに似せて設計されている。macOS Tahoeで廃止・Spotlightと統合されることが発表された。
アイコンをクリックすることでアプリケーションを起動できる。Launchpadは、Dock（ツールバーランチャー）、Finder（ファイルマネージャ）、Spotlight（デスクトップ検索）、ターミナル（コマンドラインインターフェイス）などと同様に、macOSでアプリケーションを起動する方法を提供する。

## 特徴
/Applicationsフォルダと~/Applications（ユーザのホームディレクトリ直下の「Applications」フォルダ）、および上記の2つのフォルダ内のサブフォルダにあるアプリケーションやエイリアスに対応するアイコンが一覧表示される。ユーザはLaunchpadにアプリケーションアイコンを追加・削除できるが、Mac App Storeからダウンロードされたものでない場合、アプリケーション自体は削除されない可能性がある。
アプリは、iOSのように名前付きフォルダにによって整理できる。Mac OS X Lionでは1行に8つのアイコンに変更され、OS X Mountain Lionで1行あたり7つのアイコンサイド変更された。root権限があれば行・列の数を変更することができる。
キーボード上のボタンやMagic Trackpad上で親指と3本の指のピンチすることでも開くことができる。
OS X Mountain Lionで、アプリケーションを検索する機能が追加された。
OS X Mavericksで、スキューモーフィズムからの移行の一環としてLaunchpadの背景がぼやけたデスクトップの背景になり、フォルダは“linen”テクスチャアンダーレイから、より暗い半透明の背景に置き換えられた。
OS X Yosemiteで、LaunchpadのフォルダはiOSのフォルダにより近くなり、閉じた状態ではフォルダに含まれているアプリケーションの3×3アイコングリッドプレビューが中にある丸みを帯びた半透明の正方形で表示され、開くとより大きな長方形のバリエーションに拡大する。さらに、フォルダをページ分けして、より多くのアプリケーションを入れることができるようになった。
macOS Big Surで、Launchpadアイコンがアプリに似たさまざまな色のアイコンを持つ3×3グリッドに変更された。
macOS Montereyで、ゲームをインストールした際にアプリケーションが「ゲーム」カテゴリに整理され、ゲームコントローラーを接続した状態でホームボタンを押すことによりLaunchpadの「ゲーム」カテゴリを開けるようになった。
。
iOSのSpringBoardインタフェースと比較すると、3D Touchや副ボタンクリックによるコンテキストメニュー表示や、マルチタッチによる複数アイコンの同時移動などの機能がない。